# 布索莱诺
布索莱诺（意大利语：Bussoleno），是意大利皮埃蒙特大区都灵省的一个市镇。人口6521(2010年12月31日)。